# Рональд Канті
Рональд Томас Канті (1871-1936) - британський медик та клітинний біолог, один з перших дослідників культивованих тканин та творець фільмів про життя клітини під мікроскопом. 

## Біографія
Рональд Канті народився 1883 року. Навчався в школі Чартергаус та в Королівському коледжі Кембриджа. Після закінчення Кембридзького університету він продовжив навчання в навчальному Шпиталі св. Бартоломі. Надалі він працював у «Бартсі» під керівництвом професора патології Фредеріка Ендрюза. Він здобув ступінь хірурга 1911 року, бакалавра 1915 року, доктора медицини 1919 року.
На початку 1920-х років Канті почав працювати разом з Томасом Стренджвейзом над проблемою культури тканин. Після смерті Стренджвейза 1926 року він продовжив співробітничати з його ученицею Онор Фелл.
Канті відзняв низку фільмів з життя клітин під мікроскопом, які зробили його популярною фігурою не тільки серед колег, але й серед британської публіки.
Канті був міським бактеріологом Лондона, патологом Лікарні Флоренс Найтінгейл, медичним чиновником Лікарні св. Бартоломі. Обирався секретарем секції бактеріології та патології на річному з'їзді Британської медичної асоціації 1926 року та віцепрезидентом такої ж секції на з'їзді 1931 року.
У 1912 році одружився з Клер Ейлз, вони мали 4 дітей. Другого сина звали Тоні, третій — Гордон — став відомим британським цитологом.
Помер від пневмонії 1936 року.

## Науковий внесок
Був одним з піонерів культивування тканин, вивчав ракові клітини та вплив на них іонізуючої радіації. Завдяки йому в Лікарні св. Бартоломі була закуплена рентгенівська установка.

## Нагороди
- Премія Рентгена (1928)